# Lola Rodríguez Aragón
Lola Rodríguez Aragón (Logroño, 29 de septiembre de 1910 - Pamplona, 30 de abril de 1984) fue una soprano española.

## Trayectoria
Discípula de Elisabeth Schumann, empezó a actuar muy joven en París, junto al compositor Joaquín Turina, que la consideraba su hija espiritual. Como soprano interpretó a Mozart, Schubert, Falla, Joaquín Rodrigo y otros grandes compositores. Joaquín Rodrigo escribió para la cantante el Romance del comendador de Ocaña, con texto literario de Antonio Tovar.
Cantante de extraordinaria sensibilidad, estaba impregnada de un profundo sentimiento romántico. Fue gran intérprete de lieder y estrenó música española no solo en la Península, sino también en el extranjero. Como cantante de ópera, comenzó a actuar en 1945 en el Teatro Nacional de San Carlos de Lisboa y en obras como La vida breve de Falla o Las bodas de Fígaro de Mozart. Animada por el éxito, organiza en Madrid las denominadas Temporadas Oficiales de Ópera. Fue una gran divulgadora en España de la música de Mozart y su mayor vocación fue la enseñanza. 
En 1970 acepta una invitación del Instituto Superior de Arte del Teatro Colón de Buenos Aires para dar un curso de canto de cinco meses de duración. A su vuelta, en el mismo año, funda en Madrid, la Escuela Superior de Canto, dirigida por ella misma hasta su jubilación en 1980, y el coro de la Escuela, posteriormente convertido en el Coro Nacional de España. Realizó una trascendental tarea como pedagoga musical y entre sus discípulos figuran cantantes de la talla de Teresa Berganza, Ana Higueras, Jorge Chaminé, María de los Ángeles Morales, Ana María Iriarte, Ángeles Chamorro, María Orán, Blanca Seoane, Isabel Penagos y Teresa Tourné. Falleció el 30 de abril de 1984 y fue sepultada en la misma tumba que su pareja la pintora Marisa Roesset Velasco en la Sacramental de San Isidro.